# Protapanteles andromica
Protapanteles andromica är en stekelart som först beskrevs av Nixon 1976.  Protapanteles andromica ingår i släktet Protapanteles och familjen bracksteklar. Inga underarter finns listade i Catalogue of Life.